# Synaphe moldavica
Synaphe moldavica is een vlinder uit de familie snuitmotten (Pyralidae). De wetenschappelijke naam is voor het eerst geldig gepubliceerd in 1794 door Esper.
De soort komt voor in Europa.